# Bradley Wiggins
Sir Bradley Marc Wiggins (Gand, 28 aprile 1980) è un ex ciclista su strada e pistard britannico.
Professionista dal 2001 al 2016, su strada si è aggiudicato la medaglia d'oro nella cronometro ai Giochi di Londra del 2012 e ai campionati mondiali 2014 e la vittoria finale al Tour de France 2012, mentre su pista ha vinto quattro ori olimpici nell'inseguimento, uno nel 2004 ai Giochi di Atene, due nel 2008 ai Giochi di Pechino e uno nel 2016 ai Giochi di Rio de Janeiro, oltre a sei titoli mondiali. 

## Carriera

### Gli esordi e i primi risultati
Bradley è figlio di Gary Wiggins, ciclista professionista degli anni ottanta e campione europeo nel 1984 nell'americana. Nato a Gand in Belgio, crebbe a Londra con la madre Linda e il fratello Ryan, e iniziò a correre nel velodromo Herne Hill a 12 anni.
Nel 2000, a soli 20 anni, vinse la medaglia di bronzo nell'inseguimento a squadre ai Giochi olimpici di Sydney. Nel 2001 firmò per la Linda McCartney Racing Team, una squadra professionistica di ciclismo su strada britannica, poco prima che venisse dismessa all'inizio dello stesso anno. Nel 2002 passò alla Française des Jeux, mentre nel 2004 si accasò alla Crédit Agricole. L'anno prima si era intanto aggiudicato la prima maglia iridata élite su pista, vincendo la gara di inseguimento individuale ai campionati del mondo di Stoccarda.
Nel 2004 fu grande protagonista ai Giochi olimpici di Atene: Wiggins divenne infatti il primo atleta britannico in 40 anni (dopo Mary Rand ai Giochi di Tokyo nel 1964) a vincere tre medaglie nella stessa edizione dei Giochi, aggiudicandosi l'oro nell'inseguimento individuale, l'argento nell'inseguimento a squadre e, insieme a Rob Hayles, il bronzo nell'americana. Per questi risultati nel 2005 gli venne assegnato il titolo di Ufficiale dell'Ordine dell'Impero Britannico. Sempre nel 2005 corse il suo primo Giro d'Italia con la Crédit Agricole, passando poi alla Cofidis nel 2006 e partecipando al Tour de France di quell'anno.

### 2007-2008: gli ori mondiali e olimpici su pista
Tornò quindi alla pista all'inizio del 2007, partecipando prima alla tappa di Manchester della Coppa del mondo e poi ai mondiali di Palma di Maiorca, durante i quali vinse due medaglie d'oro, nell'inseguimento individuale e in quello a squadre. Proseguì anche l'attività su strada, vincendo il prologo del Critérium du Dauphiné Libéré. Sempre con la Cofidis partecipò al Tour de France 2007, terminando quinto nel prologo di Londra e vincendo il premio della combattività al termine della sesta tappa per una lunga fuga solitaria. La squadra poi si ritirò in blocco dalla corsa a seguito della positività di Cristian Moreni a un controllo antidoping.

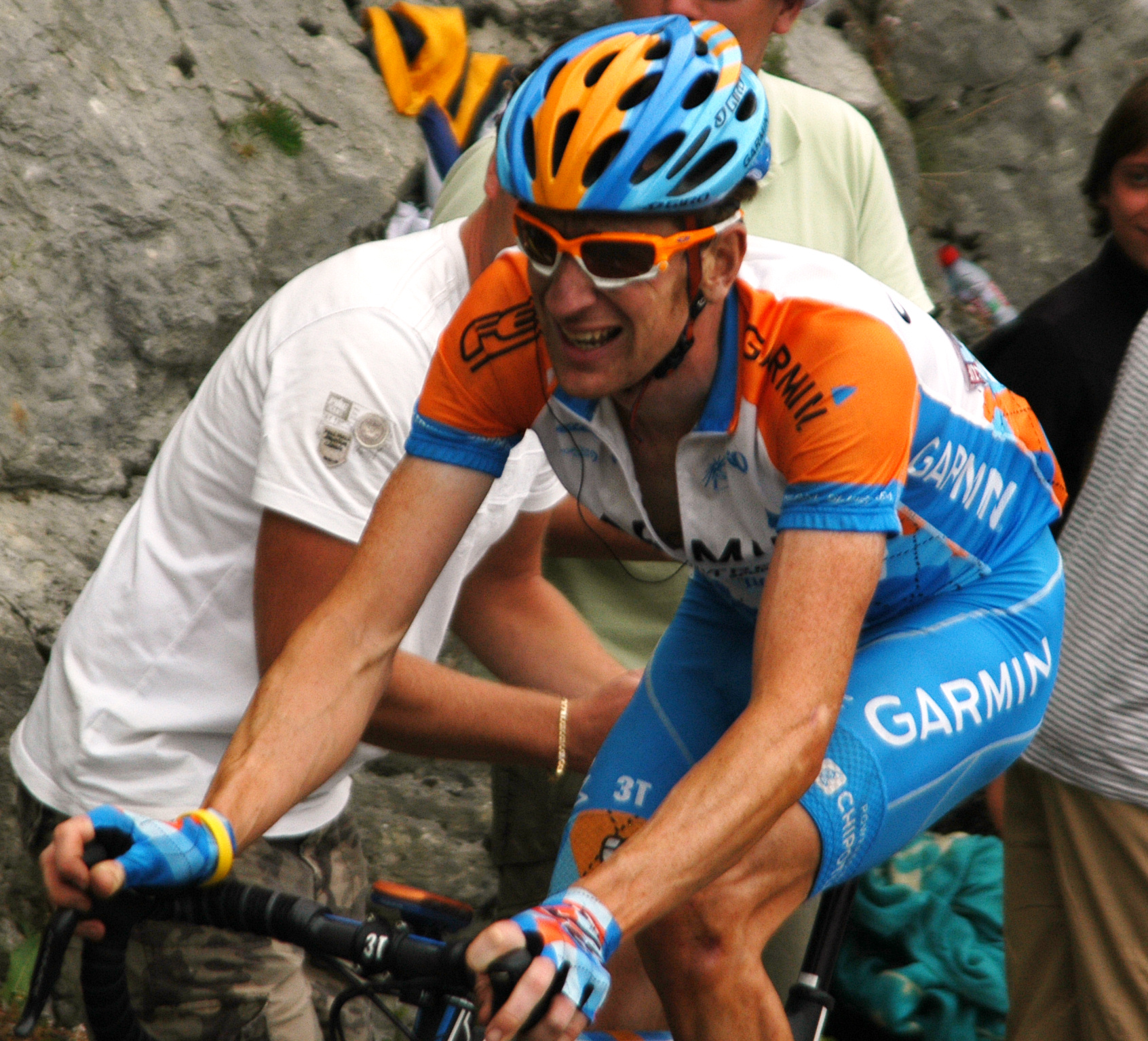
Bradley Wiggins al Tour de France 2009

Nel 2008 Wiggins firmò per il Team High Road ed iniziò la stagione ai mondiali di Manchester, durante i quali ottenne tre maglie iridate, nell'inseguimento individuale e a squadre e nell'americana. Nello stesso anno, ai Giochi di Pechino, vinse la medaglia d'oro sia nell'inseguimento individuale, difendendo con successo il titolo conquistato ad Atene, che in quello a squadre. Proprio nella prova a squadre la selezione britannica migliorò per due volte il record mondiale di specialità: una prima volta durante la batteria del secondo turno contro la Russia, con 3'55"202, poi nella finale contro la Danimarca, stabilendo il tempo di 3'53"314. Lo stesso Wiggins partecipò anche alla gara dell'americana, in coppia con Mark Cavendish, chiudendo nono.
La sua annata 2008 si chiuse con la nomina a Commander of the Order of the British Empire (CBE), titolo conferitogli il 31 dicembre per i "servizi resi allo sport".

### 2009: il quarto posto al Tour de France
Per la stagione 2009 passò al Team Garmin-Slipstream. Dopo aver terminato il Giro d'Italia 2009 in settantunesima posizione, con un secondo posto nella tappa finale, Wiggins arrivò in perfetta forma al Tour de France avendo perso sei chili. Qui, dopo il piazzamento nella cronometro di apertura a Monaco, fu abile a rimanere sempre con i migliori sulle salite e a mantenersi sempre nelle prime posizioni della classifica. Dopo la cronometro della diciottesima tappa e il piazzamento nella Top 10 sul Mont Ventoux, poté festeggiare, anche se staccato di sei minuti dallo spagnolo Contador, il quarto posto finale nella generale, uguagliando il risultato di Robert Millar al Tour 1984.

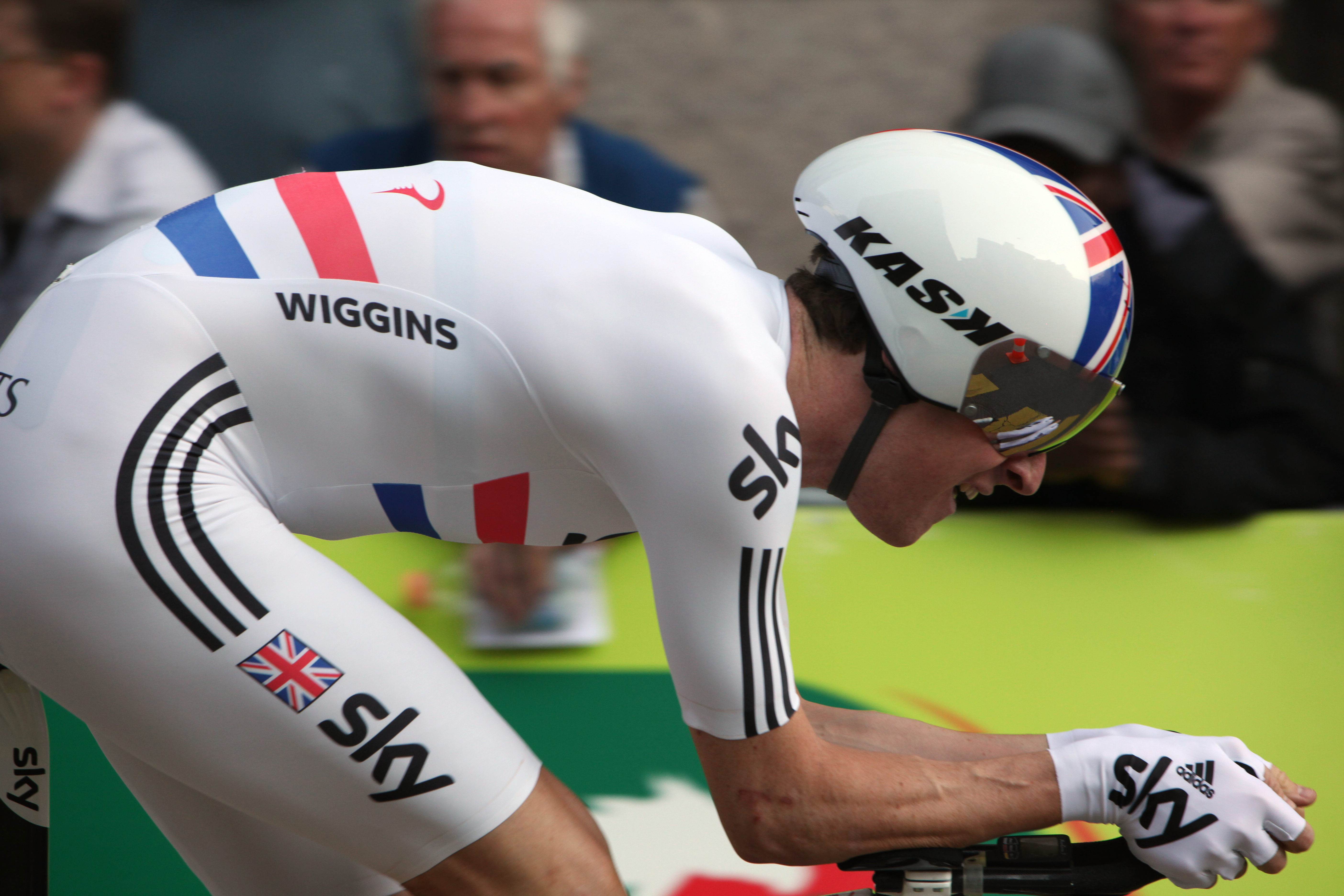
Bradley Wiggins al Tour de Romandie 2011 in maglia di campione nazionale

In settembre vinse il campionato britannico a cronometro, mentre nel mese successivo si aggiudicò lo Herald Sun Tour in Australia. Firmò per la Garmin anche per la stagione seguente ma successivamente fu annunciato il suo passaggio al Team Sky, con cui sottoscrisse un contratto di quattro anni.

### 2010-2011: il terzo posto alla Vuelta e l'argento mondiale
Nel 2010 partecipò al Giro d'Italia, vincendo la prima tappa, una cronometro di 8 km nel centro di Amsterdam, ed indossando, seppur per un solo giorno, la maglia rosa. Corse quindi il Tour de France, ma si dimostrò presto incapace di uguagliare la prestazione dell'anno precedente: concluse ventiquattresimo nella graduatoria generale finale. In settembre si aggiudicò nuovamente il titolo nazionale a cronometro.
Iniziò la stagione 2011 con il terzo posto, in marzo, alla Parigi-Nizza. Non prese il via al Giro d'Italia; preferì invece dedicarsi prima al Giro di Baviera, ove vinse una tappa, e poi al Critérium du Dauphiné, competizione in cui riuscì ad imporsi anche grazie al margine accumulato nella terza tappa, una cronometro. In luglio, dopo il successo nella prova in linea dei campionati nazionali, cominciò il Tour de France con ambizioni di classifica: tuttavia, a causa di una caduta e della conseguente frattura a una clavicola, fu costretto al ritiro durante la settima tappa.

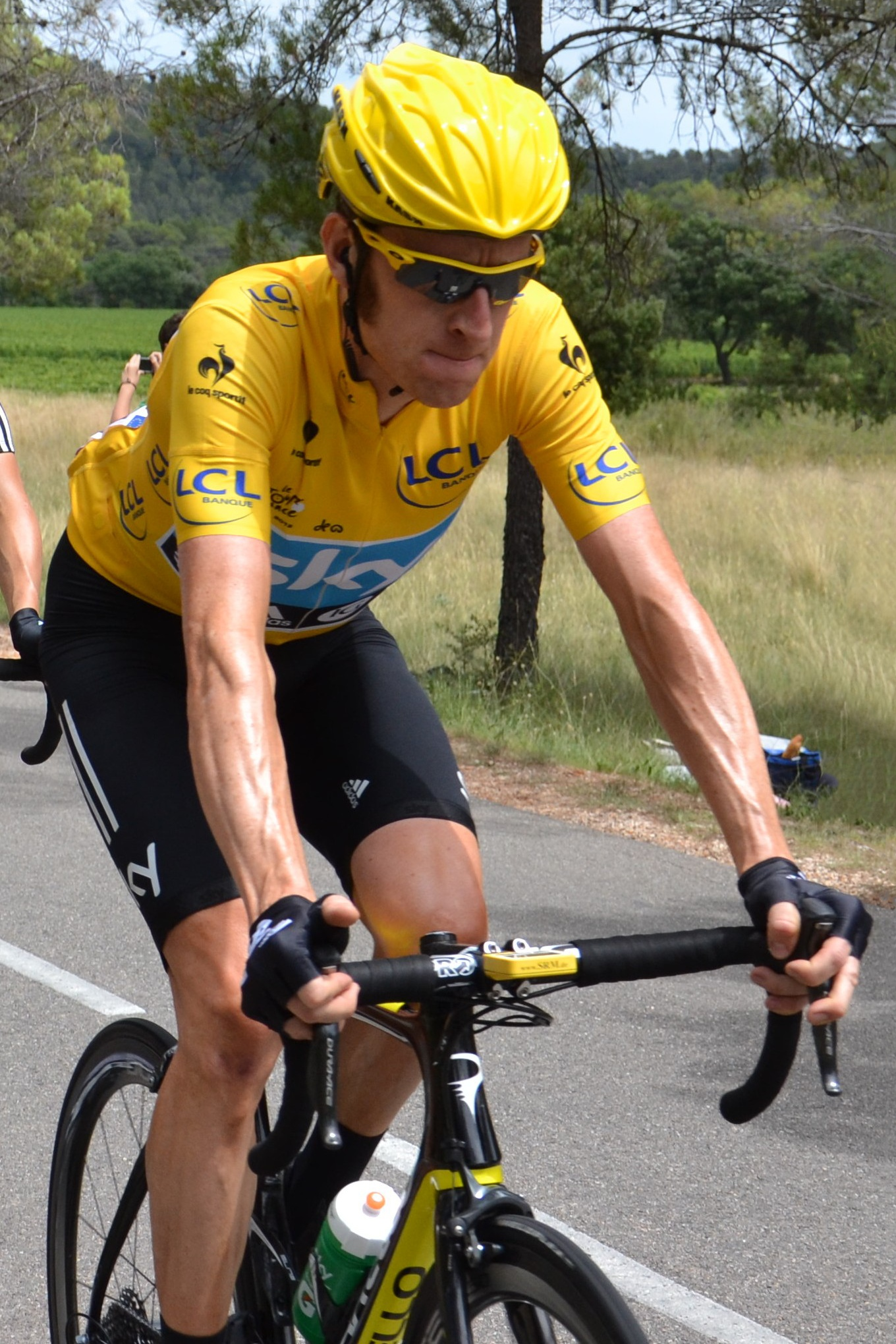
Bradley Wiggins in maglia gialla al Tour de France 2012

Partecipò quindi alla Vuelta a España con ambizioni di classifica. Conquistò la maglia rossa di leader al termine dell'undicesima tappa, con arrivo a Manzaneda, strappandola al compagno di squadra e connazionale Chris Froome. Riuscirà a mantenere il simbolo del primato fino alla quindicesima tappa quando, sull'arrivo sull'Angliru, verrà superato dal vincitore di tappa, Juan José Cobo, e dallo stesso Froome. Concluse la corsa al terzo posto (poi diventato secondo a seguito della squalifica di Cobo il 18 luglio 2019) – per la prima volta piazzato sul podio in un grande giro – proprio alle spalle del vincitore Cobo e di Froome. Sempre in settembre fece sua la medaglia di argento nella prova a cronometro ai mondiali su strada di Copenaghen, preceduto dal solo Tony Martin e davanti al campione in carica Fabian Cancellara.

### 2012: la vittoria al Tour de France e l'oro olimpico
Sempre con il Team Sky inizia la stagione agonistica 2012 aggiudicandosi prima la cronometro alla Volta ao Algarve, poi la cronoscalata del Col d'Èze e la classifica generale della Parigi-Nizza. In aprile vince due tappe, di cui una in linea, e la graduatoria finale del Tour de Romandie, poi in giugno conquista per la seconda volta consecutiva il Critérium du Dauphiné (anch'essa corsa del calendario UCI World Tour) dopo il successo nella cronometro di Bourg-en-Bresse.
In luglio partecipa al Tour de France con i gradi di favorito, insieme al campione in carica Cadel Evans, al successo finale. Indossa la maglia gialla al termine della settima tappa, vinta dal compagno di squadra Chris Froome, e due giorni dopo si aggiudica la cronometro di Besançon. Dopo aver tenuto bene sulle Alpi e sui Pirenei, consolida il primato nel penultimo giorno di gara vincendo anche la cronometro di Chartres. Il 22 luglio può così festeggiare la vittoria del novantanovesimo Tour de France, primo britannico a trionfare nella Grande Boucle.
Solo dieci giorni dopo, il 1º agosto, si aggiudica la prova a cronometro ai Giochi olimpici di Londra, ottenendo così la quarta medaglia d'oro olimpica in carriera. Proprio in occasione della cerimonia di apertura di quei Giochi, Wiggins, vestito con una maglia gialla a ricordare il recente trionfo al Tour, aveva inaugurato simbolicamente lo spettacolo dando un rintocco di campana. In settembre sceglie quindi di non prendere parte alla cronometro dei campionati del mondo.

### 2013-2014: il titolo mondiale a cronometro

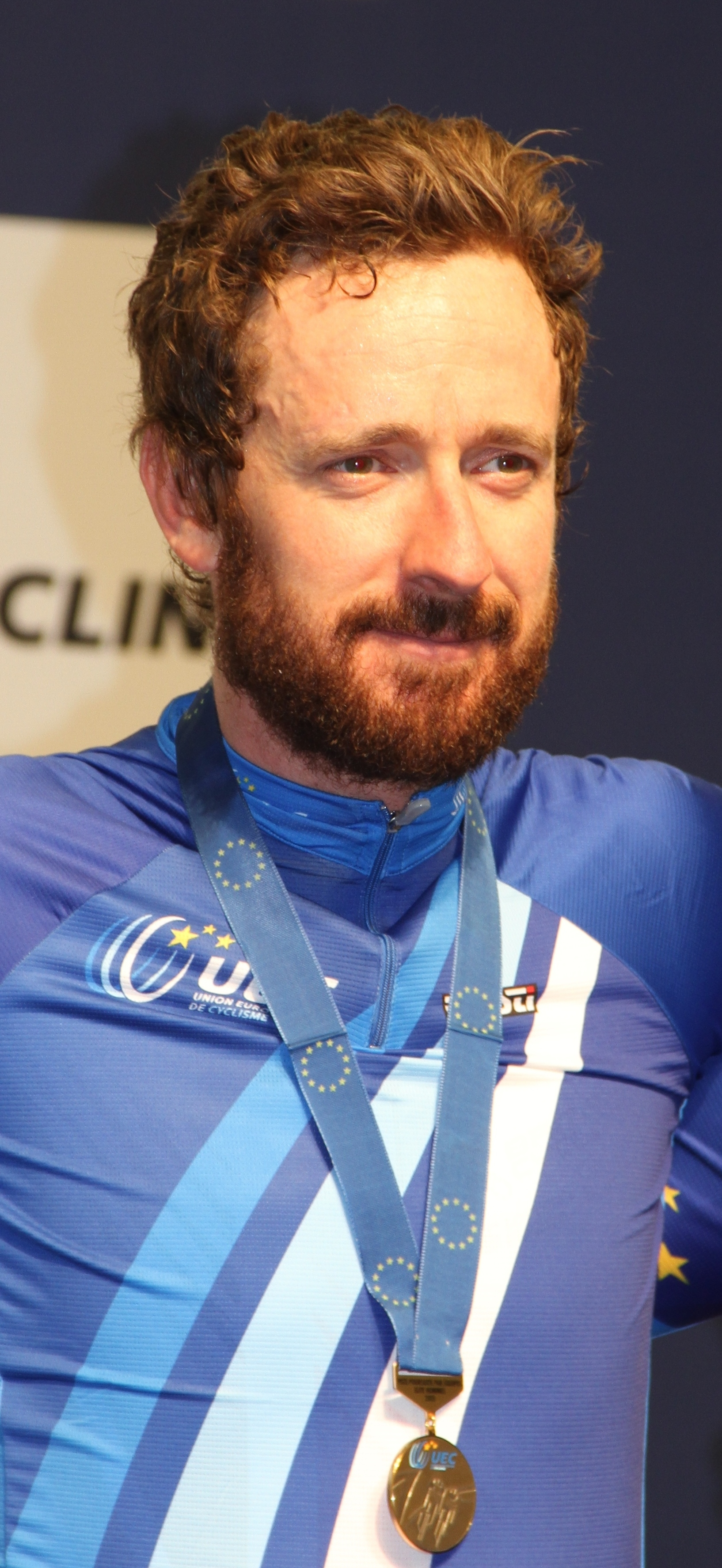
Wiggins ai campionati europei su pista 2015

Nel 2013 prende parte al Giro d'Italia, uno degli obiettivi stagionali – è al via come uno dei favoriti per la vittoria finale – ma è costretto al ritiro per problemi fisici al termine della 12ª tappa Longarone-Treviso dopo essere uscito di classifica. Non prende parte al Tour de France, partecipa quindi al Tour de Pologne, vincendo la cronometro finale, con l'intento di prepararsi al finale di stagione. Decide di non prendere parte alla Vuelta a España per correre il Tour of Britain: in tale corsa vince la cronometro iniziale e la classifica finale. Nello stesso periodo dichiara di voler tornare alle gare su pista alla fine del 2014 nel tentativo di chiudere la carriera con un successo ai Giochi olimpici di Rio de Janeiro del 2016. Nel finale di stagione prende parte alla cronometro dei campionati del mondo di Firenze, giungendo secondo alle spalle di Tony Martin e davanti a Fabian Cancellara.
Nel 2014 non prende parte ad alcun grande Giro, ma solo a corse minori quali il Tour of California, durante il quale conquista la tappa a cronometro e la classifica generale, e il Tour of Britain, nel quale giunge terzo in classifica riuscendo comunque ad imporsi nella cronometro di Londra. Si prepara poi la prova individuale a cronometro dei campionati del mondo su strada di Ponferrada, che porta a termine conquistando la medaglia d'oro davanti al rivale Tony Martin. Dichiara inoltre di voler tentare il record dell'ora nel 2015.

### 2015-2016: l'addio all'attività su strada, il record dell'ora e l'oro olimpico
Nel 2015 partecipa al Tour of Qatar e successivamente si aggiudica una tappa a cronometro alla Driedaagse De Panne. Prende quindi parte alla Parigi-Roubaix con l'intento di migliorare il suo miglior risultato (nono posto) con ambizioni anche di vittoria, ma conclude la gara in diciottesima posizione. Termina così il suo contratto con la Sky (e con esso l'attività su strada) come precedentemente pattuito, intenzionato a tornare alle gare su pista con una squadra di nuova fondazione, il Team Wiggins, con l'obiettivo di prepararsi per i Giochi olimpici di Rio de Janeiro del 2016 e al tentativo di record dell'ora.

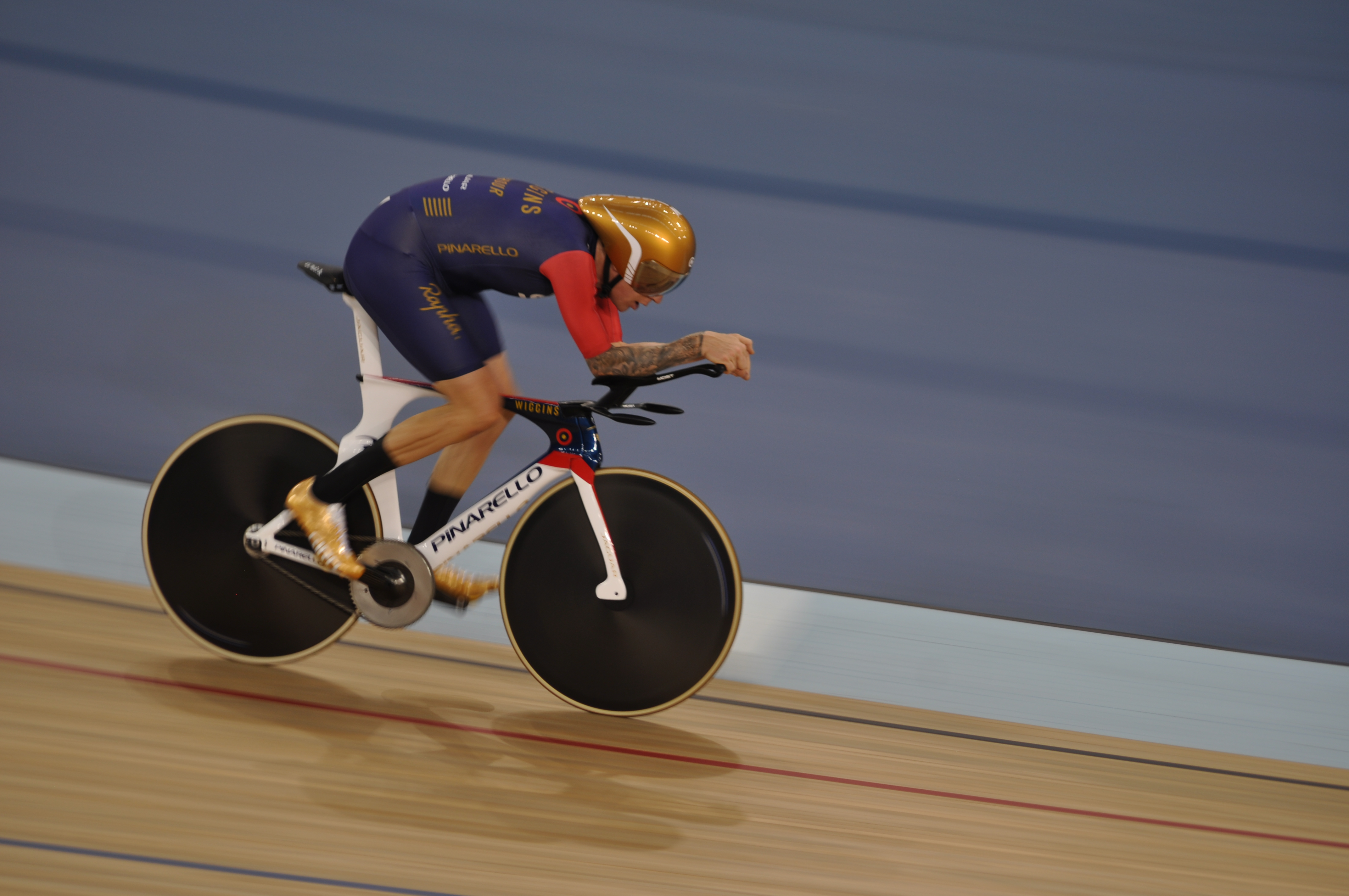
Bradley Wiggins durante il suo record dell'ora

Il 7 giugno, in seguito a una specifica e accurata preparazione, al Lee Valley VeloPark di Londra fa segnare il nuovo record dell'ora, percorrendo 54,526 km e migliorando di 1589 metri il precedente primato di 52,937 km detenuto dal connazionale Alex Dowsett. Nel prosieguo di stagione ai campionati europei su pista di Grenchen vince il titolo continentale nell'inseguimento a squadre.
Nel corso della stagione 2016 partecipa ad alcune gare su strada senza particolari ambizioni ma che gli servono come preparazione per le prove su pista. Alle Olimpiadi di Rio de Janeiro conquista il quinto oro olimpico con il quartetto inglese (assieme a Edward Clancy, Steven Burke e Owain Doll) nella prova dell'inseguimento a squadre, battendo in finale l'Australia e facendo segnare il nuovo tempo record con 3'50"265.
Disputa la penultima gara in gruppo al Tour of Britain: si mette in evidenza nel corso della terza tappa quando, in un tratto in salita, scende di bicicletta e si mette a correre a piedi imitando quando successo a Chris Froome durante la scalata al Mont Ventoux durante l'ultimo Tour de France.
Annuncia di voler chiudere la carriera su strada all'Abu Dhabi Tour, ma poi non partecipa alla gara. Poco prima della gara asiatica il gruppo di hacker Fancy Bear ha violato i database dell'Agenzia mondiale antidoping e reso pubbliche alcune esenzioni terapeutiche di cui ha usufruito anche Wiggins per utilizzare medicinali altrimenti proibiti.
Dopo l'addio al ciclismo, Wiggins si dedica al canottaggio.

## Palmarès

### Strada
- 2001 (Linda McCartney Racing Team, cinque vittorie)

1ª tappa Cinturón a Mallorca (Platja de Palma > El Arenal, cronometro)
2ª tappa Cinturón a Mallorca (Port de Pollença > Port de Pollença)
Classifica generale Cinturón a Mallorca
1ª tappa Flèche du Sud (Esch-sur-Alzette > Rumelange)
Classifica generale Flèche du Sud
- 2003 (fdjeux.com, una vittoria)

1ª tappa Tour de l'Avenir (Bonneval, cronometro)
- 2005 (Crédit Agricole, due vittorie)

2ª tappa Circuit de Lorraine (Briey > Briey, cronometro)
8ª tappa Tour de l'Avenir (Aurillac > Aurillac)
- 2007 (Cofidis, le Crédit par Téléphone, quattro vittorie)

1ª tappa Quatre Jours de Dunkerque (Dunkerque, cronometro)
Prologo Critérium du Dauphiné Libére (Grenoble, cronometro)
4ª tappa Tour du Poitou-Charentes et de la Vienne (Jaunay-Clan > Jaunay-Clan, cronometro)
Duo Normand (cronocoppie, con Michiel Elijzen)
- 2009 (Garmin-Slipstream, quattro vittorie)

3ª tappa, 2ª semitappa, Driedaagse De Panne - Koksijde (De Panne > De Panne, cronometro)
Campionati britannici, Prova a cronometro
5ª tappa Herald Sun Tour (Geelong > Geelong, cronometro)
Classifica generale Herald Sun Tour
- 2010 (Sky Professional Cycling Team, due vittorie)

1ª tappa Giro d'Italia (Amsterdam, cronometro)
Campionati britannici, Prova a cronometro
- 2011 (Sky Professional Cycling Team, tre vittorie)

4ª tappa Bayern Rundfahrt (Friedberg > Friedberg, cronometro)
Classifica generale Critérium du Dauphiné
Campionati britannici, Prova in linea
- 2012 (Sky Procycling, dodici vittorie)

5ª tappa Volta ao Algarve (Lagoa > Portimão, cronometro)
8ª tappa Parigi-Nizza (Nizza > Col d'Èze, cronometro)
Classifica generale Parigi-Nizza
1ª tappa Tour de Romandie (Morges > La Chaux-de-Fonds)
5ª tappa Tour de Romandie (Crans-Montana, cronometro)
Classifica generale Tour de Romandie
4ª tappa Critérium du Dauphiné (Villié-Morgon > Bourg-en-Bresse, cronometro)
Classifica generale Critérium du Dauphiné
9ª tappa Tour de France (Arc-et-Senans > Besançon, cronometro)
19ª tappa Tour de France (Bonneval > Chartres, cronometro)
Classifica generale Tour de France
Giochi olimpici, Prova a cronometro
- 2013 (Sky Procycling, tre vittorie)

7ª tappa Tour de Pologne (Wieliczka > Cracovia, cronometro)
3ª tappa Tour of Britain (Knowsley, cronometro)
Classifica generale Tour of Britain
- 2014 (Team Sky, cinque vittorie)

2ª tappa Tour of California (Folsom, cronometro)
Classifica generale Tour of California
Campionati britannici, Prova a cronometro
8ª tappa, 1ª semitappa Tour of Britain (Londra > Londra, cronometro)
Campionati del mondo, Prova a cronometro
- 2015 (Team Sky, una vittoria)

3ª tappa, 2ª semitappa, Driedaagse De Panne - Koksijde (De Panne, cronometro)

#### Altri successi
- 2002 (La Française des Jeux)

4ª tappa Surrey League 5 Day
- 2009 (Garmin-Slipstream)

1ª tappa Tour of Qatar (Doha > Doha, cronosquadre)
Beaumont Trophy
- 2010 (Sky Professional Cycling Team)

1ª tappa Tour of Qatar (West Bay Lagoon > West Bay Lagoon, cronosquadre)
- 2011 (Sky Professional Cycling Team)

Beaumont Trophy
- 2012 (Sky Procycling)

Classifica a punti Parigi-Nizza
- 2013 (Sky Procycling)

1ª tappa, 2ª semitappa Giro del Trentino (Lienz > Lienz, cronosquadre)
2ª tappa Giro d'Italia (Ischia Porto > Forio, cronosquadre)

### Pista
- 1999

Campionati britannici, Americana (con Robert Hayles)
- 2001

Campionati europei, Inseguimento individuale Under-23
- 2003

Campionati del mondo, Inseguimento individuale
Campionati europei di derny
Sei giorni di Gand (con Matthew Gilmore)
- 2004

Giochi olimpici, Inseguimento individuale
- 2007

4ª prova Coppa del mondo 2006-2007, Inseguimento individuale (Manchester)
4ª prova Coppa del mondo 2006-2007, Inseguimento a squadre (Manchester, con Ed Clancy, Robert Hayles e Paul Manning)
Campionati del mondo, Inseguimento individuale
Campionati del mondo, Inseguimento a squadre (con Ed Clancy, Paul Manning e Geraint Thomas)
1ª prova Coppa del mondo 2007-2008, Inseguimento a squadre (Sydney, con Ed Clancy, Steve Cummings e Chris Newton)
2ª prova Coppa del mondo 2007-2008, Inseguimento individuale (Pechino)
- 2008

Campionati del mondo, Inseguimento individuale
Campionati del mondo, Inseguimento a squadre (con Ed Clancy, Paul Manning e Geraint Thomas)
Campionati del mondo, Americana (con Mark Cavendish)
Giochi olimpici, Inseguimento individuale
Giochi olimpici, Inseguimento a squadre (con Ed Clancy, Paul Manning e Geraint Thomas)
- 2011

4ª prova Coppa del mondo 2010-2011, Inseguimento a squadre (Manchester, con Steven Burke, Ed Clancy e Geraint Thomas)
- 2015

Derby Revolution Series, Inseguimento a squadre (con Steven Burke, Jonathan Dibben e Owain Doull)
Derby Revolution Series, Americana (con Mark Cavendish)
Campionati europei Elite, Inseguimento a squadre (con Jonathan Dibben, Owain Doull, Andrew Tennant, Steven Burke e Matthew Gibson)
- 2016

Campionati del mondo, Americana (con Mark Cavendish)
Giochi olimpici, Inseguimento a squadre (con Steven Burke, Mark Cavendish, Ed Clancy e Owain Doull)
Sei giorni di Gand (con Mark Cavendish)

## Piazzamenti

### Grandi Giri
- Giro d'Italia

2003: fuori tempo (18ª tappa)
2005: 123º
2008: 134º
2009: 71º
2010: 40º
2013: non partito (13ª tappa)
- Tour de France

2006: 123º
2007: abbandono della squadra
2009: 3º
2010: 24º
2011: ritirato (7ª tappa)
2012: vincitore
- Vuelta a España

2011: 2º

### Classiche monumento
- Milano-Sanremo

2003: 98º
2005: 88º
2006: 46º
2009: 108º
2011: 44º
- Giro delle Fiandre

2002: ritirato
2003: 98º
2004: ritirato
2005: 81º
2006: ritirato
2014: 32º
2015: 87º
- Parigi-Roubaix

2003: ritirato
2004: ritirato
2005: ritirato
2006: 49º
2009: 25º
2011: 90º
2014: 9º
2015: 18º
- Liegi-Bastogne-Liegi

2010: 74º
- Giro di Lombardia

2010: ritirato

### Competizioni mondiali
- Campionati del mondo su strada

Hamilton 2003 - Cronometro: riserva
Madrid 2005 - Cronometro: 7º
Madrid 2005 - In linea: 112º
Stoccarda 2007 - Cronometro: 10º
Mendrisio 2009 - Cronometro: 21º
Copenaghen 2011 - Cronometro: 2º
Copenaghen 2011 - In linea: 108º
Limburgo 2012 - In linea: ritirato
Toscana 2013 - Cronometro: 2º
Toscana 2013 - In linea: ritirato
Ponferrada 2014 - Cronometro: vincitore
- Campionati del mondo su pista

Berlino 1999 - Americana: 10º
Manchester 2000 - Inseguimento a squadre: 2º
Anversa 2001 - Inseguimento individuale: 8º
Anversa 2001 - Inseguimento a squadre: 2º
Ballerup 2002 - Inseguimento individuale: 5º
Ballerup 2002 - Inseguimento a squadre: 3º
Stoccarda 2003 - Inseguimento individuale: vincitore
Stoccarda 2003 - Inseguimento a squadre: 2º
P. di Maiorca 2007 - Ins. individuale: vincitore
P. di Maiorca 2007 - Ins. a squadre: vincitore
Manchester 2008 - Inseguimento individuale: vincitore
Manchester 2008 - Inseguimento a squadre: vincitore
Manchester 2008 - Americana: vincitore
- Giochi olimpici

Sydney 2000 - Inseguimento a squadre: 3º
Sydney 2000 - Americana: 4º
Atene 2004 - Inseguimento individuale: vincitore
Atene 2004 - Inseguimento a squadre: 2º
Atene 2004 - Americana: 3º
Pechino 2008 - Inseguimento individuale: vincitore
Pechino 2008 - Inseguimento a squadre: vincitore
Pechino 2008 - Americana: 9º
Londra 2012 - In linea: 103º
Londra 2012 - Cronometro: vincitore
Rio de Janeiro 2016 - Inseguimento a squadre: vincitore